# راجر مک براید الن
راجر مک براید الن (انگلیسی: Roger MacBride Allen؛ زادهٔ ۲۶ سپتامبر ۱۹۵۷) یک نویسنده، پدیدآور، و رمان‌نویس اهل ایالات متحده آمریکا است.